# Strade provinciali della provincia di Salerno
Questo è un elenco delle strade provinciali (escluse quelle in via di declassificazione), con una estensione totale di circa 2000 km, presenti sul territorio della provincia di Salerno e di competenza della provincia stessa:

## SP 1 - SP 99
- SP 1 Innesto SP 20 (Ravello)-Innesto SP 2 (Valico di Chiunzi)
- SP 2/a San Lorenzo-Corbara-Chiunzi
- SP 2/b Chiunzi-Polvica-Maiori
- SP 4 Innesto SS 18 (Camerelle)-Roccapiemonte-Mercato San Severino
- SP 5 Pendino-Bivio San Marzano (confine Poggiomarino)
- SP 6 Nocera Inferiore-Sarno
- SP 7/a Sarno-Bracigliano (località Tre Valloni)
- SP 7/b Bracigliano-Saldo (confine provincia)
- SP 7/c Località Tre Valloni-Siano-Bracigliano
- SP 8 Bellizzi (Torrente Vallimonio)-Innesto SP 135-Innesto SP 312-Innesto SS 18
- SP 9/a Innesto SS 91 a Valle Cupa-Cimitero di Oliveto Citra
- SP 9/b Cimitero di Oliveto Citra-Ponte Oliveto-Valva-Ponte Temete I
- SP 10/a Contursi (compreso il raccordo con la SS 91)-Bivio Palomonte-Innesto SP 37 (Bivio Buccino)
- SP 10/b Innesto SP 37 (Bivio Buccino)-Buccino-San Gregorio Magno-Stazione di Balvano
- SP 11/a Innesto SS 18 (Ponte Barizzo)-Bivio Altavilla
- SP 11/b Innesto SP 88 (Bivio Altavilla)-Serra di Roccadaspide-Innesto SS 166
- SP 11/c Bivio Ponte Rotto-Laurino (Innesto SP 69)
- SP 11/d Laurino (Innesto SP 69)-Piaggine-Bivio Sacco-Sella del Corticato-S.Marco
- SP 11/e S.Marco-Piedimonte-Macchiaroli-Silla-Innesto SS 19 (S.Vito)
- SP 12/a Controne-Castelcivita-Bivio S.Vito
- SP 12/b Bivio S.Vito-Ottati-S.Angeloa Fasanella-Corleto Monforte-Cimitero di Corleto
- SP 13/a Innesto SS 166-Capaccio-Trentinara
- SP 13/b Trentinara-Monteforte Cilento
- SP 13/c Monteforte Cilento-bivio Magliano-Stio
- SP 14/a Innesto SS 447-Marina di Pisciotta
- SP 14/b Innesto ex SS 447 (Caprioli)-Valle di Marco
- SP 15/a Innesto SR 267 (S.Pietro)-Madonna della Scala-Perdifumo-Mercato Cilento-Sessa Cilento-Innesto SP 116
- SP 15/b Innesto SP 116-Sessa Cilento-Omignano-bivio Stella Cilento-Galdo-Pollica-Innesto SP 48 (Pollica)
- SP 15/c Innesto SP 48-Pollica-Acciaroli-Innesto SR 267
- SP 16 Innesto Statale Bussentina-Caselle in Pittari-Casaletto Spartano-Torraca-Sapri
- SP 17/a Bosco-Acquavena-S.Cataldo
- SP 17/b Bivio S.Cataldo-Celle di Bulgheria-Poderia-Ponte Mingardo
- SP 17/c Abitato di Scario
- SP 18/a Innesto SS 18-Laurito-Rofrano
- SP 18/b Rofrano-Sanza
- SP 19 Torre Orsaia-Roccagloriosa (località S.Cataldo)
- SP 20 Bivio Ravello-Scala-Minuta
- SP 22 Castel San Giorgio-Siano-Bracigliano
- SP 23 Pandola (Innesto SS 88)-Piazza di Pandola-Provincia di Avellino
- SP 24/a Ponte don Melillo-Fisciano-Calvanico-bivio Gaiano
- SP 24/b Bivio Gaiano-Castiglione del Genovesi-S.Cipriano Picentino
- SP 24/dir Innesto SP 24a-Innesto SP 23 (ex consortile)-Confine provincia Avellino
- SP 25/a SP 25 (Km 0+900)-Malche-Giffoni Valle Piana (Dal km 0+000 al 0+900 consegnato al Comune di Salerno il 22.01.2006)
- SP 25/b Giffoni Valle Piana-Curti-Serino
- SP 26/a S.Mango Piemonte-S.Cipriano Picentino-fino al bivio di Serroni-Giffoni Valle Piana
- SP 26/b Giffoni Valle Piana-Montecorvino Rovella
- SP 27 Fratte-Pellezzano-Baronissi
- SP 28/a Innesto SS 18 (S.Antonio)-Faiano
- SP 28/b Faiano-Montecorvino Pugliano-Montecorvino Rovella
- SP 29/a Battipaglia-Monticelli
- SP 29/b Innesto SR 164-Salitto-Monticelli
- SP 30 Innesto SP 175 (Litoranea)-Quadrivio S.Cecilia-Innesto SS18-Bivio SP 308-Eboli (incrocio via A.Morrone)
- SP 31/a Innesto SS 91 (Quadrivio Campagna)-Campagna
- SP 31/b Campagna-S.Maria di Avigliano
- SP 31/c S.Maria di Avigliano-Pietra di mastro Agostino
- SP 31/d Pietra di mastro Agostino-Toriello
- SP 32 Ponte Maiale-Colliano-Valva
- SP 33 Laviano-Santomenna-Bivio S.Felice
- SP 34 Ponte dei Corvi-Innesto Ricigliano
- SP 35/a Scorzo-Sicignano-Tempa di Petina
- SP 35/b Tempa di Petina-Petina-Stazione di Petina-Innesto SS 19
- SP 36/a Innesto S 19 (preso Zuppino)-Stazione di Sicignano-Bivio di Palomonte-Innesto ex SS 407
- SP 36/b Innesto ex SS 407-Bivio di Palomonte-Valle di Palomonte-Innesto SP 268
- SP 37/a Innesto SP 10-Innesto SP 355
- SP 37/b Innesto SP 355-Innesto ex SS 407-Ponte S.Cono-Innesto ex SS 19ter
- SP 38 Innesto SS 91 (Bivio Campagna)-Innesto SS 19 (Bivio Persano)
- SP 39/a Innesto SS 166 (S.Marzano)-Prato Perillo
- SP 39/b Prato Perillo-Piedimonte-Teggiano
- SP 43 Innesto SS 18-Stazione FS Albanella-Bracciale-Innesto SP 175b (Foce Sele)
- SP 44/a Innesto SP 12 (Bivio S.Vito)-Aquara
- SP 44/b Aquara-Innesto ex SS 166 (Ponte Calore)
- SP 45 Agropoli-S.Cosma-Innesto SS 18
- SP 46 Innesto SS 18 (Tempetelle)-Innesto SP 15 (Mercato Cilento)
- SP 47 Innesto SR 488 (Stio)-Bivio SP 56 (Orria)-Bivio SP 370-Bivio SP 80-Cardile-Innesto SR 488 (Moio)
- SP 48/a Innesto SP 15-Pollica-Pioppi-Innesto SR 267
- SP 49 Innesto SS 19 (S.Antonio)-Innesto SS 19 (Tressanti)
- SP 51/a Silla-Caiazzano-Innesto SS 19-Innesto SP 180
- SP 51/b Innesto SP 180-Arena Bianca-Innesto SR 103 (Km 6+000)
- SP 52 Sala Consilina-Teggiano (Innesto SP 11-località Macchiarola)
- SP 54/a Innesto SP 16-Morigerati-Rio Casaletto
- SP 54/b Rio Casaletto-Vibonati-Innesto SS 18 (Villammare)
- SP 56/a Innesto SS 18-Ostigliano-Perito-Orria
- SP 56/b Orria-Piano Vetrale-Innesto SP 47
- SP 58 Innesto SP 17-Stazione Celle di Bulgheria
- SP 59 Innesto SP 11-Stazione di Sassano
- SP 60 Innesto SS 19-Postiglione-Controne
- SP 61 Innesto SP 15-Madonna della Scala-Castellabate-S.Maria di Castellabate-Innesto SR 267
- SP 62 Abitato di Roccagloriosa
- SP 63 Innesto SP 37-Innesto ex SS 407-Stazione di Buccino
- SP 64 Innesto SS 18-Stazione FS di Rutino
- SP 65 Innesto SP 10-Stazione di Contursi
- SP 66 Innesto Statale Mingardina-Licusati-Camerota-Marina di Camerota
- SP 67 Badia-Corpo di Cava
- SP 68 Innesto SS 426-Stazione di Polla
- SP 69 Innesto SP 11 (Presso Laurino)-Villa Littorio
- SP 70/a Innesto SR ex SS 267-San Marco di Castellabate-Porto turistico
- SP 70/b Innesto SR 267-Torre di Ogliastro Marina-Ogliastro Marina
- SP 71 Filetta-Campigliano
- SP 72/a Innesto SP 78-Monte S.Giacomo
- SP 72/b Monte S.Giacomo-Raccio
- Sp 72/c Madonna del Monte Vivo-Piaggine
- SP 73 Siano-Sella di Siano
- SP 74 Sarno-Striano
- SP 75 Innesto SS 163-Bivio Raito-Dragonea-Avvocatella-SP 289
- SP 76 Serroni di Capitignano-Innesto SP 25
- SP 77 Innesto SP 15 (Pollica)-Stella Cilento-Acquavella-Innesto SR 267
- SP 78 Innesto SP 11 (Silla)-Sassano
- SP 79 Innesto SP 75-Raito
- SP 80 Innesto SS 80-Salento-Innesto SP 47
- SP 81 Nocera Superiore-Materdomini
- SP 82 Policastro-Santa Marina
- SP 83 Innesto SS 18 (Ogliastro Cilento)-Cicerale-bivio SP 13 (Trentinara)
- SP 84 Futani-S.Mauro La Bruca-Innesto SS 447
- SP 85 Buccino-Romagnano al Monte
- SP 86 Innesto SS 18-Torchiara-Stazione FS di Torchiara
- SP 87 Innesto SS 18-Ceraso-Innesto SR 447
- SP 88 Innesto SS 19-Ponte Calore-Altavilla Silentina-Innesto SP 11
- SP 89 Galdo degli Alburni-SS 19-Castelluccio Cosentino
- SP 90/a Innesto SR 447-Marina di Ascea
- SP 90/b Innesto SP 90-Raccordo per la stazione FS di Ascea
- SP 91 Innesto SS 88-Penta-Fisciano
- SP 92 Innesto SS 19-Stazione di Sala Consilina
- SP 93 Rofrano-Ponte Trave
- SP 94 Perdifumo-Ortodonico-Agnone-Innesto SR 267
- SP 95 Innesto SR ex SS 267 - Marina di Agnone
- SP 96 Scafati-Trivio Passanti
- SP 97 Innesto SP 4-Stazione di Valle di Mercato San Severino-Innesto SR ex SS 266
- SP 98 Innesto SR ex SS 266-Ciorani-Bracigliano
- SP 99 Innesto SS 166-Stazione di Atena Lucana

## SP 100 - SP 199
- SP 101 Sarno-Bivio Lavorate-San Mauro di Nocera Inferiore-Cicalesi-Incrocio via Durano
- SP 102 San Valentino Torio-Casatori
- SP 103 Via Filettino di Pagani
- SP 104 Roccapiemonte-Castel San Giorgio
- SP 105 Bivio Castiglione del Genovesi-S.Mango Piemonte
- SP 106 Campagna (Cappuccini)-Bivio Romandola
- SP 107 Via Ponte di Roccapiemonte
- SP 108 Innesto SR 267-Casalvelino
- SP 109 Innesto SP 17-Stazione di Centola
- SP 110 Ispani-Capitello
- SP 111 Innesto SP 46-Vatolla
- SP 112 Innesto SS 18-Rutino-Lustra-Mancuso
- SP 113 Prignano Cilento-San Giuliano-SS 18
- SP 114 Materdomini-Lanzara
- SP 115 Innesto SP 47-Gioi
- SP 116a Innesto SS 18-Valle S.Lucia
- SP 116b Valle S.Lucia-Innesto SP 15 (Sessa Cilento)
- SP 117 Innesto SS 18-Novi Velia
- SP 118 Innesto SR 488-Cannalonga-Cimitero di Cannalonga
- SP 119 Innesto SP 24-Mezzina di Calvanico
- SP 120 Innesto SS 18-Castelnuovo Cilento
- SP 121 Innesto SP 78 (Sassano)-Monte S.Giacomo
- SP 122 Curteri-Oscato-Spiano-Innesto SS 88
- SP 123 Dalla sottostazione ENEL (via Napoli, Nocera Inferiore)-verso Pagani (Innesto SS 18–Ospedale)
- SP 124 Innesto SS 166-Bellosguardo
- SP 125 Petina-Polla
- SP 126 Rampe di Chivoli di Nocera Inferiore-Innesto SP 6-Innesto SS 266
- SP 127 Innesto SP 5 (S.Marzano)-Trav. Badia-via Torino-Innesto SP 96 (Tricino)
- SP 128 Fontana (Innesto SS 18-Innesto SP 3) presso Angri
- SP 129a Cava (Villa Cinzia)-Rotolo-S.Pietro-Croce di Cava-Pellezzano
- SP 129b Croce di Cava-Castello Arechi-Salerno (A2)
- SP 130 Innesto SP 16-Tortorella
- SP 131 Innesto SP 11-Valle dell'Angelo
- SP 132 Innesto SS 18 (Picentino)-Licinosa-Innesto SP 28
- SP 133 S.Mauro Cilento-Casalsottano
- SP 134 Scafati-Confine provincia di Napoli (Sant' Antonio Abate)
- SP 135 Battipaglia-Innesto SP 175
- SP 136 Serroni di Battipaglia-Innesto SR 164
- SP 137 Innesto SS 18 (Mattine)-Giungano-Innesto SP 83
- SP 138 Innesto SS 18-S.Lucia di Cava
- SP 139a Innesto SS 163 (Vietri sul Mare)-SP 139b
- SP 139b Da Marina di Vietri-SS 18 (Solimene)
- SP 140 Innesto SS 19-Stazione di Casalbuono-Innesto SS 19 (località Salice)
- SP 141 Polvica-Pietre di Tramonti
- SP 142 Innesto SR 488 (Ponte Rotto)-Campora-Innesto SR 488 (Retara)
- SP 143 Montano Antilia-Abatemarco
- SP 144 Innesto SR 103 (Prato Comune)-Montesano sulla Marcellana-Innesto SR 103
- SP 144racA Innesto SP 144-Montesano sulla Marcellana
- SP 147 Innesto SP 9-Oliveto Citra-Ausiana Puceglie-Innesto SS 91
- SP 148 Moio della Civitella-Pellare-Stoleo
- SP 149 Innesto SP 51-Padula-Innesto SP 51
- SP 150 Innesto SP 56-Piano Vetrale
- SP 151 Innesto SP 70-Pozzillo di Castellabate
- SP 152 S.Valentino Torio-Confine di Striano
- SP 153 Puglietta-Camaldoli di Campagna
- SP 154 Innesto SS 163-Lido di Praia (Furore)
- SP 155 Innesto SS 163-Atrani
- SP 156 Innesto SS 163-Erchie (Maiori)
- SP 157 Polvica-Corsano
- SP 158 Innesto SP 116-Valle di Sessa Cilento
- SP 159a Stio-Gorga-Cicerale
- SP 159b Svincolo Cicerale-Innesto SP 430 (Diga Alento)
- SP 160 Santa Rosa-Olmo di Conca dei Marini
- SP 161 Innesto SR 267-Innesto SR 447 (Ascea Marina)
- SP 162 Innesto SP 10 (S.Vito)-Borgo di Buccino
- SP 163 Innesto SS 19-Pertosa
- SP 164 Innesto SP 66-Camerota
- SP 165 Innesto SP 86-Torchiara
- SP 166 Innesto SP 39-Prato Perillo
- SP 167 Innesto SP 46-Serramezzana
- SP 168 Innesto SP 11-Laurino-Innesto SP 11
- SP 169 Innesto SP 46-Laureana Cilento
- SP 170 Innesto SP 13-Trentinara
- SP 172 Innesto SP 46-Matonti di Laureana Cilento
- SP 173 Pagliarone-Quadrivio Angela-Innesto SP 175
- SP 174 Innesto SP 88 (Ponte Calore)-Innesto SP 88 (località Quercione di Altavilla)
- SP 175a Fuorni-SP 30-fino all'inizio del viadotto sul fiume Sele
- SP 175b Dall'inizio del viadotto sul fiume Sele-Laura-Innesto SP 276 (Torre di Paestum)
- SP 177 Innesto SS 517-Buonabitacolo-Innesto SS 517
- SP 179 Innesto SP 12-Ottati
- SP 180 Innesto SP 51-Padula-Innesto SP 273
- SP 181 Innesto SP 1-Municipio di Ravello
- SP 182 Innesto SP 51-Stazione di Padula
- SP 183 Innesto SS 18-Stazione di Vietri Sul Mare
- SP 184 Agropoli-Trentova
- SP 185 Via Longa-Innesto SS 18-Ortoloreto-Ortalonga-Innesto SS 367
- SP 186 Bellosguardo-Frascio-Innesto ex SS 166
- SP 187 Innesto SP 24 — Piè di Calvanico (piazza comunale) — Innesto SP 119 - Mezzina di Calvanico
- SP 189 Innesto SS 18-Torre di Paestum
- SP 190 Innesto SP 13-Madonna del Granato (Capaccio)
- SP 191 Lancusi-Stazione di Fisciano-Innesto SS 88
- SP 192 Innesto SS 19 (Scalo di Montesano)-Innesto SP 51 per Arenabianca
- SP 193 Cupa Siglia-Innesto SS 18-Innesto SP 25 per Giffoni V.P.
- SP 195 Innesto SS 18-Innesto SP 30
- SP 196 Mercato-Ornito-Faiano
- SP 197 Innesto SS 18-Alfano
- SP 198 Innesto SS 18-S.Andrea-Palombara-Innesto SP 17
- SP 199 Innesto SS 19-Grotte di Pertosa

## SP 200 - SP 299
- SP 201a Innesto SS 18 (Massa di Vallo della Lucania)-Piazza dei Martiri (Vallo della Lucania)
- SP 201b Innesto SS 18 (Massa di Vallo della Lucania)
- SP 204 Innesto SP 195-Innesto SP 308-Innesto SS 18
- SP 205 Innesto SP 36 (Valle)-Palomonte
- SP 207 Innesto SP 104-Innesto SS 266 (Castel San Giorgio)
- SP 208 SP 104-Roccapiemonte-Cimitero di Castel San Giorgio-Fimiani-SP 114-Castelluccio-Trivio SS 266
- SP 209 Innesto SP 17 (Poderia)-Innesto SP 58 (Celle di Bulgheria)
- SP 210 Sicilì-Cuppari
- SP 211 Innesto SP 27 (Coperchia)-Innesto SS 88
- SP 212 Innesto SP 333-Altimari-Giovi
- SP 213 Innesto SP 51-Caiazzano
- SP 214 Innesto SP 26a-Madonnelle di Sieti
- SP 217 Atena Lucana-Braidella
- SP 218 Colliano verso Collianello
- SP 219 Baronissi-Penta-Gaiano
- SP 221 Innesto SP 46-Rocca Cilento
- SP 222 Innesto SS 88-Monticelli-Oscato
- SP 224 Bivio SP 117 (Novi Velia)-fiume Torna (Gelbison)
- SP 225 Dogana Casale-Pistelli-Murzo di Oliveto Citra
- SP 226 Innesto SS 19 (Villa Acacia)-Innesto SP 11 (Scalo di Sassano)
- SP 227 Tora-Bivio Altimari-Staglio
- SP 229 Innesto SP 11 (S.Cristoforo)-Innesto SP 69 (località S.Lorenzo di Villa Littorio)
- SP 230 Forbici di Olevano-Ariano.
- SP 231 Innesto SP 207 (Riella)-Fontana Vaglio-Tempa Rossa
- SP 233 Innesto SP 31 (S.Vito di Campagna)-Innesto SS 91
- SP 234 Strada Mattinelle-Innesto SS 91-Innesto SS 19
- SP 236 Innesto ex SS 488-Grotte di Castelcivita
- SP 237 Bivio S.Andrea-Contrada Lago
- SP 238 Innesto SS 266-Aiello-Campomanfoli-SP 22 (Bivio Torello)-Siano
- SP 239a Innesto ex SS 447 (Palinuro km 48+000)-Piano Faracchio-Innesto ex SS 447(Palinuro km 48+300)
- SP 239b Innesto SP 239 (Piano Faracchio)-Innesto SP 239 (località Marinella)
- SP 243 Innesto SP 59 (Stazione di Sassano)-Innesto SS 19 (località Fonte)
- SP 246a SP 88 (Ponte Calore)-Località Cerro Cupo
- SP 246b Controne verso il Calore
- SP 247 Strada Iardini
- SP 248 Innesto SP 12-Castelcivita
- SP 249 Macello-Antessano-Calvi
- SP 250 Innesto SR ex SS 94-Abitato di Auletta
- SP 252 SS Agerolina-Bivio Acquarola-Tovere di Amalfi
- SP 253 Strada Vecchia Matera
- SP 254 Innesto SP 24-Campola-Carpineto-Settefichi
- SP 257 Innesto ex SS 447 (Pisciotta)-Rodio
- SP 258 Innesto SP 11 (località Acquaviva)-Innesto SR 488
- SP 261 Strada Acciara
- SP 262 Innesto SS 18-Innesto SP 175
- SP 263 dalla SP di Piedimonte-S.Marco-Corticato-Fontana vecchie forbici-Querce-Camerelle-SP Piedimonte-S.Vito
- SP 264 Innesto SS 18 (Omignano)-Ponte sulla Fiumara-Orria-Innesto SP 56
- SP 266 Assunta-Fornelli-Cimitero di Montecorice
- SP 267 S.Nazario-S.Mauro La Bruca
- SP 268a Ponte Oliveto-Lago di Palomonte (località Pianelle)
- SP 268b Lago di Palomonte (località Pianelle)-S.Gregorio Magno
- SP 269 Innesto SR 447 (Ascea)-Catona-Mandia-S.Barbara-Ceraso-Innesto SS 18
- SP 270 S.Leonardo-Lago di Palomonte
- SP 273 Innesto SP 180-Confine provincia di Potenza
- SP 274 Innesto SS 18-Pedemontana-Bivio S.Lucia-Località Quattro Ponti-Innesto SR 267
- SP 275 Bellizzi (località Campo Eminente)-Innesto SP 175
- SP 276 Innesto SP 189 (Torre di Paestum)-Stazione FS di Paestum-Innesto SP 318 (Chiorbo)
- SP 277 Innesto SP 175b-Elice-Codiglione-Innesto SS 18
- SP 278 Innesto SP 189-Licinella-Innesto SR 267
- SP 280 S.Potito-Casali-Codola vecchia-Innesto SS 18 (Nocera)-Castel S.Giorgio
- SP 281 Bivio SP 2-Inizio occidentale-Variante di Pagani
- SP 287 Innesto SS 18 (Scafati)-Confine centro abitato di Angri
- SP 288 Innesto SP 129 (Rotolo)-Santi Quaranta-Marini-Arcara-Innesto SS 18
- SP 289 Innesto SS 18-Castagneto-San Cesareo-Bivio Cesinola-Innesto SS 18
- SP 290 Innesto SP 288-Marini-Alessia
- SP 291 Innesto SP 9-Montagna verso Senerchia
- SP 295 Strada Ponte Filo-inizio territorio di Teggiano
- SP 297 Innesto SP 26 (San Cipriano Picentino)-Vignale
- SP 298 Casatori-Ponte Migliaro
- SP 299 Pietre-Capitignano di Tramonti

## SP 300 - SP 399
- SP 300 Sava-Caprecano-Fusara (Baronissi)
- SP 301 Saragnano-Capo Saragnano (Baronissi)
- SP 302 Via Cardaropoli di Bracigliano: Innesto SP 22-Innesto SP 98 (località San Nazario)
- SP 303 via Feudo a via Pegno-Figiani-Ponte Solofrana-villa Ravaschieri-Innesto SP 114
- SP 304 Innesto SS 163-Fuenti verso Cetara
- SP 305 SP 10-Madonna delle Grazie-Monte Pruno per Palomonte-Innesto SP 268
- SP 306 Innesto SS 18-cimitero di Pagani-Innesto SP 3
- SP 307 Innesto SS 166 (cimitero S. Rufo)-Innesto SP 231-Vignola-Innesto SP 39
- SP 308 Innesto SP 204-Innesto SP 30
- SP 309/a Innesto SP 4 (Ospizio)-Acquarola
- SP 309/b Acquarola-Carratù-Curteri
- SP 309/c Innesto SP 4-S.Angelo-Acquarola
- SP 310 Innesto SP 254 Carpineto-Santuario S.Michele
- SP 311 S.Antonio a Licenza-Incarto-Innesto SP 173 (Quadrivio Angela)
- SP 312 Innesto SS 18-Innesto SP 8-Innesto SP 417-Innesto SP 175
- SP 313 Innesto SS 18 (Bivio Pratole)-Innesto SP 323 (S.Vito)
- SP 314 Olivella-Falagato-Matinella
- SP 315 Innesto SS 18 (Gromola)-Innesto SP 175/b
- SP 316 Innesto SP 11-Innesto SP 421-Innesto ex SS 166
- SP 317 Falagato-Corneto
- SP 318 Innesto SS 166-Innesto SP 137 per Giungano
- SP 319 Innesto SP 3-Via Badia di Angri-Via S. Lucia-Cavalcaferrovia-Innesto-SS 18
- SP 320 Innesto SS 88-Acquamela-Cimitero-Casalbarone-Starza-Saragnano-SP 27 (Baronissi)
- SP 321 Innesto SP 22-Torello di Castel San Giorgio
- SP 322 Fimiani-Stazione di Codola
- SP 323 SS 18-S.Vito-Innesto SR 164
- SP 324 Innesto SR 164-Macchia-Capaccola
- SP 325/a Innesto SR 164-Pianella
- SP 325/b Pianella-Innesto SP 428
- SP 326 Innesto SP 26/b-Gauro
- SP 327 Innesto SP 26/b-Occiano
- SP 328 Via Corallo di Pagani (dalla SS 18-Rosto di Fullo-Innesto Zaccagnuolo-Ponte Migliaro-SP 103)
- SP 329 Innesto SP 46-Punta della Carpinina (Perdifumo)
- SP 330 Innesto SS 19-Lagno Termine-Innesto SP 11 (Macchiaroli di Teggiano)
- SP 331 Via Cupa Clarizia di Salerno: Innesto SP 193-Innesto SP 25
- SP 332 Via Cupa San Martino di Salerno: Innesto SS 18-Innesto SP 25
- SP 333 S.Mango Piemonte-Bivio Altimari
- SP 334 Innesto SP 11-Ponte Barizzo-Albanella per Borgo S.Cesareo alla Falagato-Corneto
- SP 335 Acquamela-Aiello (Baronissi)
- SP 336 Innesto SR 267-Annunziata (Castellabate)
- SP 337 S.Maria a Favore-Piazza del Galdo
- SP 338 San Martino - Rione San Cono di Laureana Cilento
- SP 339 Codiglione - Mare: Innesto SP 175 - spiaggia in località Laura di Paestum
- SP 340 innesto ex SS 164 - Santuario Madonna dell' Eterno di Montecorvino Rovella
- SP 341 Innesto ex SS 19/ter-Caggiano-Salvitelle-Innesto ex SS 94
- SP 342 Innesto ex SS 166-Roscigno-Sacco-Innesto SP 11
- SP 343 Sella di Magliano-Innesto ex SS 488
- SP 344 Assunta-Cosentini di Montecorice
- SP 345 Strada Mediana di Palinuro (Corso Carlo Pisacane)
- SP 346 Abatemarco-Massicelle
- SP 347 Variante di Mercato San Severino
- SP 348 Innesto SP 14/a (Stazione di Pisciotta)-Innesto ex SS 447 (verso Palinuro)
- SP 349 Battaglia-Casa Le Chiappe (Casaletto Spartano)
- SP 350 Innesto SP 29/a (Olevano sul Tusciano)-Eboli
- SP 351 Rione S.Crescenzo-Vallo della Lucania
- SP 352 Malaspina-Piane-Cannavali (S.Arsenio)
- SP 353 Via De Gasperi-via Comandante Del Prete-via N. Sauro (Bracigliano)
- SP 354 Pozzo del Rizzo-Pianella di Palomonte
- SP 355 Caprignola-Canne-Fornilli di Buccino
- SP 356 Innesto SP 315-Innesto SP 277-Innesto SS 18 (Gromola-Procuzzi-Fornilli di Capaccio)
- SP 357 Molino di Mare di Capaccio (Innesto SP 278-Innesto SS 18)
- SP 358 Innesto SR 267-Innesto SP 108 (località Cermoleo di Casal Velino)
- SP 359 Innesto SR 267-Alano di Castellabate
- SP 360 Innesto via Casaburi-S.Lucia-Innesto SS 18 Spineta
- SP 361 Innesto comunale P. Nenni-Ponticello sul Torrente Cannamozza-zona industriale (Cava dè Tirreni)
- SP 362 Innesto SP 129-Annunziata-S.Maria a Toro (Cava dè Tirreni)
- SP 363 Foria di sotto-Foria di sopra (Centola)
- SP 364 Innesto SR ex SS 447 (Colle San Paolo)-Innesto SP 239 (Marinelle)(Centola)
- SP 365 Innesto SP 87-Metoio-Pattano-Innesto SS 18
- SP 366 Sopramonte di Furore-Innesto SR ex SS 366-Località Sopramonte di Furore
- SP 367 Innesto SP 25 (Ponte Molinello)-Prepezzano di Giffoni Sei Casali
- SP 368 Mercato-Terravecchia (Giffoni Valle Piana)
- SP 369 San Giovanni-Sovvieco (Giffoni Valle Piana)
- SP 370 Innesto SP 47 (bivio Gioi)-Area del Campo
- SP 371 Ostaglie-Scalelle-Vesalo (Laurino)
- SP 372 Via Civitella di Moio: Innesto SR ex SS 488-Moio della Civitella
- SP 373 Via Santa Caterina di Moio: Innesto SR ex SS 488-Moio della Civitella
- SP 374 Montecorice-Fornelli
- SP 375 Via Santa Maria della Pace di Montecorvino Rovella: Innesto ex SS 164-Innesto SP28
- SP 376 Innesto ex SS 164-Frazione Votraci di Montecorvino Rovella
- SP 377 Montesano Scalo-Innesto SR 103 (località Ponte)
- SP 378 Innesto SS 19 (Lamicelle)-Innesto SS 517
- SP 379 via Mangioni di Pagani: Innesto SS 18-Innesto SP 328
- SP 380 via Taurano di Pagani
- SP 381 via Fiuminale di Pagani
- SP 382 via Romana di Pagani
- SP 383 via Madonna di Fatima di Pagani
- SP 384 via Zeccagnuolo di Pagani
- SP 385 via Sorvello di Pagani e Sant'Egidio del Monte Albino
- SP 386 Valle-Pezzelle-Temponi(Palomonte)
- SP 387 Innesto SP 94 (Perdifumo)-Istituto Gaudium
- SP 388 Piaggine-Monte Cervati
- SP 389 Innesto ex SS 447-Innesto ex SS 447/b di Villa Serena-Caprioli
- SP 390 via Piave di Pontecagnano
- SP 391 via degli Aranceti di Pontecagnano
- SP 392 Innesto SP 11-Località Scigliati-Bivio SP 316 (Mattinelle)-Innesto SS 166
- SP 393 Innesto SP 10-S.Gregorio Magno
- SP 394 Innesto SP 307-Camerino-Lamelle-Innesto SS 166
- SP 395 Innesto SP 11 (Silla)-Innesto SP 49 (Sala Consilina)
- SP 396 Innesto SP 51/a (baracche)-Innesto SP 78 (Ponte Chianche di Sassano)
- SP 397 Innesto SP 96-cimitero di Scafati-Innesto SP 194
- SP 398 via Cartiera di Scafati
- SP 399 Ponte Lavis-San Teodoro

## SP 400 - SP 452
- SP 400 Innesto SP 15-Castagneta
- SP 401 Innesto SP 15-San Giovanni di Stella Cilento
- SP 402 Innesto SP 15-Amalafede di Stella Cilento
- SP 403 Via Perillo III di Teggiano
- SP 404 Buco-Marza-San Marzano(Teggiano)
- SP 405 Misericordia-Teggiano Centro
- SP 406 Innesto SS 18 (Vallo della Lucania)-Cimitero
- SP 407 Valle dell'Angelo-Tempa di Piaggine
- SP 408 Valva-Confine provincia di Avellino verso Quaglietta
- SP 409 Via Vecchia Striano di Sarno:Innesto ex SS 367-Confine provincia di Napoli (Striano)
- SP 410 Scigliati-Innesto SS 166
- SP 411 Abitato di Buccino-Liceo Scientifico verso Teglie
- SP 412 Acqua dei Pioppi
- SP 413 Innesto SP 417-Innesto SP 175
- SP 414 Innesto SP 13 (Monteforte Cilento)-Roccadaspide
- SP 415 Romagnano al Monte-Scalo di Romagnano
- Sp 416 Innesto SP 417-Innesto SS 18 (Eboli)
- SP 417 Innesto SP 275 (località Picciola)-Bivio SP 262 (località Campolongo)-fino Innesto SP 30 (Eboli)
- SP 418 Roscigno-Bellosguardo
- SP 419 Innesto SP 88 (Altavilla Silentina)-Innesto SP 258 (località Acquaviva di Roccadaspide)
- SP 420 Innesto SP 318 (cappasanta)-Valle Susa-Innesto SP 11
- SP 421 Innesto SS 18-Innesto SP 316 (Tempone S.Paolo-Paestum)
- SP 422 Innesto SP 174 (località Olivella)-Innesto SP 88 (località Pietre Bianche)
- SP 423 Innessto SP 175-Laura mare
- SP 424 Innessto SP 175-Varolato mare
- SP 425 Positano-Montepertuso-Vallone Porto verso Nocelle
- SP 426 Serracapilli
- SP 427 Innesto SS 94 (Salvitelle-Braida)
- SP 428 Macchia Monticelli (Innesto SR 164-Olevano sul Tusciano)
- SP 429 Innesto SS 91-Contursi-bagni di Contursi-Confine provincia di Avellino (SR 91)
- SP 430a Innesto SS 18 (Paestum)-Agropoli Nord-Agropoli Sud-Prignano Cilento-Perito-Omignano (località Ponti Rossi)-Vallo Scalo
- SP 430b Svincolo Vallo Scalo-Pattano-Vallo della Lucania-Ceraso-Cuccaro V.-Futani
- SP 430c Futani-Massicelle-Poderia
- SP 430d Roccagloriosa-Svincolo di Policastro Bussentino
- SP 431 Via Campanile dell'Orco di Nocera Inferiore:Innesto SP 101-Innesto SS 266)
- SP 432 Innesto SP 47-variante abitato di Cardile-Innesto SP 47
- SP 433 Innesto SP 365-Palistro-Innesto SR 447
- SP 434 A30-via Padula
- SP 435 Innesto SP 22-Innesto ex SS 266-Innesto via di penetrazione A.Captano
- SP 436 Innesto SP 322-Innesto ex SS 266-Via Livatino
- SP 437 Innesto SP 104-Innesto SP 337 (via S. Pertini)
- SP 438 Innesto SP 25 (Festival di Giffini V.P.)
- SP 439 Innesto ex SS 166 (ponte sette luci)-Innesto per Villa Littorio-Bellosguardo (Isca Tufolo)
- SP 440 Innesto Isca Tufolo-Ponte sul Torrente Fangiola-Villa Littorio
- SP 441 Innesto SP 15-Mercato Cilento-Casigliano
- SP 442 Isca/Pantanelle (Valle del Melandro)-ex SS 19/ter
- SP 443 Casalvelino-Celso di Pollica
- SP 444 Innesto ex SS 166-Innesto SP 414 (variante di Roccadaspide)
- SP 445 Innesto SP 35-Innesto SP 35 (circonvallazione di Sicignano)
- SP 446 Viale Massimiliano Randino
- SP 447 Quadrivio Assunta-Capograssi
- SP 448 Innesto SP 15 (Mercato Cilento)-Serramezzana-San Mauro Cilento-Innesto SP 15
- SP 449 Variante dell'abitato di Piazza del Galdo
- SP 450 Uscita Fisciano-Università
- SP 451 A2-uscita Università-Innesto SP 91
- SP 452/a Innesto SP 98 (Ciorani)-Innesto SP 98
- SP 452/b Innesto SP 452/a (Ciorani)-Innesto SP 302 (Via Pignataro di Bracigliano)

## SR
Questo è invece un elenco delle strade regionali presenti sul territorio della provincia di Salerno, e affidate dalla Regione Campania alla competenza della provincia stessa:
- SR 18/a Tirrena Inferiore (dal Km 47+550 al 51+400)
- SR 18/b ex SS18 Dir/a (Tirrena Inferiore)-Di Badia di Cava (dal Km 2+530 al 5+500)
- SR 19/ter Innesto ex SS 407 (Bivio per Vietri di Potenza)-Innesto SS 19
- SR 88/a ex SS 88 primo tratto (confine provincia di Avellino)-Innesto SP 222 (Oscato Spiano)
- SR 88/b Bivio SP 222-Bivio SP 219-Baronissi-Bivio SP 26
- SR 91 della valle del Sele dal km 71+620 al km 85+750
- SR 94/a Innesto SS 19 (varco di Pietra stretta)-Innesto SP 341-Innesto ex SS 19/ter
- SR 94/b Innesto ex SS 19/ter (località Mattine di Auletta)-Auletta-SS 19
- SR 103/a Innesto SS 19-Bivio SP 51-Innesto ex SS 276-Confine provincia
- SR 103/b Innesto SR 103 (km 19+000)-Confine provincia
- SR 104 Sapri-Confine provincia ex SS104 Sapri-Nova Siri
- SR 164/a Innesto SS 18 (Bellizzi-cimitero di Montecorvino Rovella)
- SR 164/b Montecorvino Rovella (località Palazzo Rosso)-Acerno-Croci di Acerno-Confine provincia
- SR 266/a Chiesa S.Pasquale-Innesto SP 238
- SR 266/b Innesto SP 238-Mercato S. Severino
- SR 267/a Innesto SS 18 (Agropoli)-Innesto SP 430 (svincolo Agropoli nord)
- SR 267/b Agropoli (ospedale)-Innesto SP 430 (svincolo Agropoli sud)-Innesto SP 15 (S.Pietro)-Innesto SP 237 (S.Andrea)
- SR 267/c Innesto SP 237 (S.Andrea)-bivio Montecorice-bivio Agnone-Innesto SP 15 (Acciaroli)
- SR 267/d Innesto SP 15 (Acciaroli)-Innesto SP 161 (Casalvelino marina)
- SR 267/e Innesto SP 161 (Casalvelino marina)-Innesto SR 447 (Casalvelino scalo)
- SR 267/f Innesto SR 447 (Casalvelino scalo)-Innesto SS 18 (Vallo scalo)
- SR 276/dir Confine provincia-Innesto SR 103
- SR 366 Innesto SS 163 (Agerola) fino al confine della provincia
- SR 367/a Innesto SS 18-S.Marzano-S.Valentino Torio
- SR 367/b Sarno-Confine provincia
- SR 373 ex SS 373 di Ravello
- SR 381 Innesto sulla SS 91 (passo delle crocelle)-Fino al confine con la Basilicata
- SR 407/a Innesto SP 36-variante alla zona industriale di Palomonte-Innesto SP 355 (Canne)
- SR 407/b Innesto SP 355 (Canne)-bivio stazione Buccino-Innesto SS 19/ter (Ponte Tanagro)-Confine provincia (ponte Romagnano)
- SR 426 Polla-S.Arsenio-S.Pietro-Innesto SS 166 (per S.Rufo)
- SR 447/a Innesto SR 447 (Casalvelino scalo)-Innesto SP 161-Innesto SP 90-Innesto SP 269 (Ascea)
- SR 447/b Ascea-bivio Rodio-Pisciotta-stazione S.Mauro La Bruca--Foria
- SR 447/c Foria-Centola-Palinuro-Porto
- SR 447/rac Marina di Pisciotta-Stazione di Caprioli-Innesto SS 447
- SR 447/rac A Foria-Massicelle-Futani-Innesto SS 18
- SR 488/a Innesto SS 19 (Ponte Molinelle)-Controne (bivio SP 246)
- SR 488/b Controne (bivio SP 246)-Roccadaspide-Castel S.Lorenzo-Felitto
- SR 488/c Felitto-Ponte Rotto-Bivio Magliano-Stio (Innesto SP 47)
- SR 488/d Innesto SP 47 (bivio Stio)-Innesto SP 142 (bivio Campora)-Innesto SP 47 (bivio Moio della Civitella)
- SR 488/e Innesto SP 47 (bivio Cardile)-Moio della Civitella-Innesto SS 18 (Vallo della Lucania)
- SR 562/a Innesto SS 18-Scario-Bivio Bosco-S.Giovanni a Piro
- SR 562/b S.Giovanni a Piro-Lentiscosa-Marina di Camerota
- SR 562/c Marina di Camerota-Innesto ex SS 447 (Centola)
- SR 562/dir Innesto ex SS 562 (Palinuro)-Innesto SP 17 (S.Severino)